# Eleazar López Contreras
José Eleazar López Contreras (5 de maio de 1883 - 2 de janeiro de 1973) foi presidente da Venezuela entre 1935 e 1941. Ele era um general do exército e um dos colaboradores de Juan Vicente Gómez, atuando como Ministro da Guerra a partir de 1931. Em 1939, Contreras aceitou em nome da Venezuela, os navios Koenigstein e Caribia que haviam fugido com judeus da Alemanha.

## Carreira
Ele moderou o autoritarismo que herdou de seu antecessor, Juan Vicente Gómez, e iniciou o processo de transição para um sistema político com maiores liberdades. Durante seu governo foi promulgada a Constituição de 1936. Enfrentou a primeira greve da indústria petrolífera venezuelana e foi o fundador da Guarda Nacional (para preencher o vazio que existia no quadro institucional do Estado) e do Banco Central da Venezuela (para modernizar o país e gerir de forma mais eficaz os grandes recursos fornecidos pelo petróleo). Também foram recrutados técnicos estrangeiros em saúde pública e criada a Divisão de Higiene Rural. Em 1939, ofereceu asilo a judeus errantes dos chamados "Navios da Esperança" (o Caribia e o Königstein), cujos descendentes constituem grande parte da atual comunidade judaica na Venezuela. Foi general-em-chefe da Venezuela, falecido em Caracas aos oitenta e nove anos.